# Espéculo de los legos

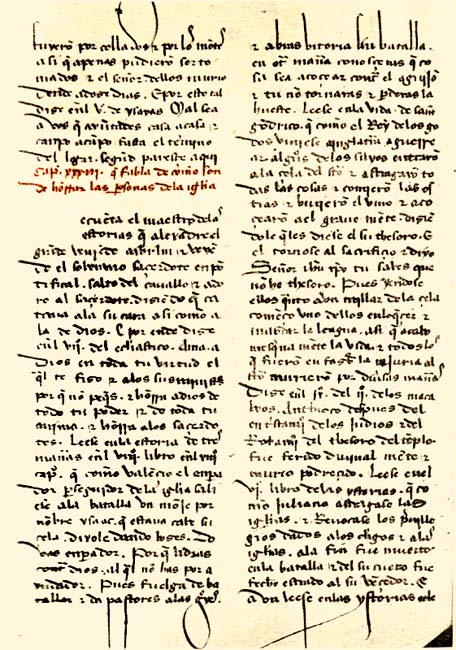
Página del Espéculo de los legos

El Espéculo de los legos es una traducción al castellano del ejemplario Speculum laicorum, obra escrita en latín a finales del siglo XIII. La traducción se realizó en la primera mitad del siglo XV. En principio se había organizado por orden alfabético, aunque en la traducción al español esta costumbre se pierde. Tampoco se ha esclarecido su meta, ya que algunos autores consideran que era servir de instrumento a predicadores, pero otros debaten arguyendo que era sólo una obra de lectura. Las principales fuentes de este texto son la Biblia y los textos de los Padres Apostólicos.